# Pterodoras
Pterodoras is een geslacht van straalvinnige vissen uit de familie van de doornmeervallen (Doradidae).

## Soorten
- Pterodoras granulosus (Valenciennes, 1821)
- Pterodoras rivasi (Fernández-Yépez, 1950)